# Рефлекторна дуга

Схема моносинаптичної рефлекторної дуги.

Рефлекторна дуга — шлях проходження нервового імпульсу від рецептора до органа виконавця функції, анатомічна основа рефлексу. Рефлекторна дуга складається з 5 основних елементів: рецептор, що сприймає подразнення; чутливі (аферентні) нервові волокна та нейрон; нервовий центр, де інформація аналізується та інтегрується за допомогою синапсів; ефекторне (еферентне) нервове волокно, за яким збудження йде на периферію; орган-ефектор, який виконує певну функцію у відповідь на збудження.

## Структура

### Рецептор
Рецептори знаходяться на поверхні шкіри, в епітеліальному шарі порожнистих внутрішніх органів, у складі органів чуття, у м'язах. Вони являють собою нервові закінчення або спеціалізовані клітини, до яких підходить чутливе волокно.

### Аферентне волокно
Чутливі нерви є закінченнями сенсорних нейронів. Ці нейрони для шкірних і м'язових рефлексів є зазвичай псевдоуніполярними, з розгалуженим аксоном, одна з гілок якого передає потенціал дії від рецептора до тіла нейрона, а інша - від нейрона до нервового центру. 
Аксони аферентних нейронів рефлекторних дуг спінальних та соматичних рефлексів проходять через задні корінці спинного мозку, а їхні тіла містяться в спинномозкових вузлах.

### Нервовий центр
Нервовий центр є сукупністю структур центральної нервової системи, які отримують інформацію з аферентних волокон, обробляють її та передають до еферентних нейронів. Для найпростіших моносинаптичних рефлекторних дуг поняття «центр» є умовним, оскільки обробка і фільтрування вхідних потенціалів відбуваються у синапсі між аферентним нервом і моторним нейроном. Для полісинаптичних рефлексів як нервовий центр виступають інтернейрони, серед яких можуть бути збуджувальні та гальмівні нейрони. Для складних рефлексів, пов'язаних з корою головного мозку, нервовий центр може складатися з груп нейронів, які розташовані в різних частинах мозку. Такі нервові центри називають інтегративними. 
Нервові центри спінальних рефлексів знаходяться у сірій речовині спинного мозку, центри соматичних рефлексів лежать в головному мозку, а центри автономних рефлексів знаходяться у вузлах симпатичної та парасимпатичної нервової системи.

### Еферентне волокно
Еферентні волокна спінальних та деяких соматичних рефлекторних дуг виходять з ЦНС через передні корінці спинного мозку. Правило, за яким задні корінці спинного мозку чутливі, а передні — рухові, називають законом Белла-Мажанді.

### Орган-ефектор
Органами-ефекторами є структури тіла, які у відповідь на передачу нервового збудження виконують певну функцію. Еферентне нервове закінчення утворює нервово-органний синапс з м'язовими волокнами, міоцитами, кардіоміоцитами, секреторними клітинами. У відповідь на виділення нейромедіатора в синапсі відбувається скорочення або розслаблення м'язу, секреція.

## Механізм рефлексу
Активність у рефлекторній дузі розпочинається з виникнення потенціалу в чутливому рецепторі, цей потенціал пропорційний до сили подразника. Це призводить до генерування потенціалу дії в аферентному нерві, що виникає за законом «все або нічого». В синаптичних контактах у межах ЦНС збудження градуйовано змінюється під впливом ЗПСП (збудливого постсинаптичного потенціалу) і ГПСП (гальмівного постсинаптичного потенціалу). По еферентному волокну нервовий імпульс досягає органа ефектора. У випадку, коли ефектором є гладкий м'яз, відбувається сумація реакцій, що зумовлює в гладкому м'язі потенціали дії. Якщо ж ефектором є скелетній м'яз, то градуйована реакція завжди адекватна потенціалам дії, які зумовлюють м'язове скорочення.

## Типи рефлекторних дуг
Найпростіша рефлекторна дуга містить один синапс, у якому контактують аферентний і еферентний нейрони. Такі дуги називаються моносинаптичними, а рефлекси, що відбуваються в них — моносинаптичними рефлексами. Рефлекторні дуги, у складі яких між аферентним та еферентним нейронами містяться один або більше вставних нейронів (інтернейронів) називають полісинаптичними. Кількість синапсів у таких дугах може становити від двох до кількох сотень. В обох типах дуг, особливо полісинаптичних, активність модифікована шляхом просторового і часового полегшення, оклюзії, підпороговим та іншими впливами.
Моносинаптичні рефлекторні дуги характерні для спиномозкових рефлексів, таких як колінний рефлекс або інші сухожилкові рефлекси. В таких випадках аксон чутливого нейрона утворює синапс на тілі α-мотонейрона, який іннервує м'яз. Моносинаптичні рефлекси дуже швидкі, оскільки в них мінімальна синаптична затримка.